# Palomitas de pollo

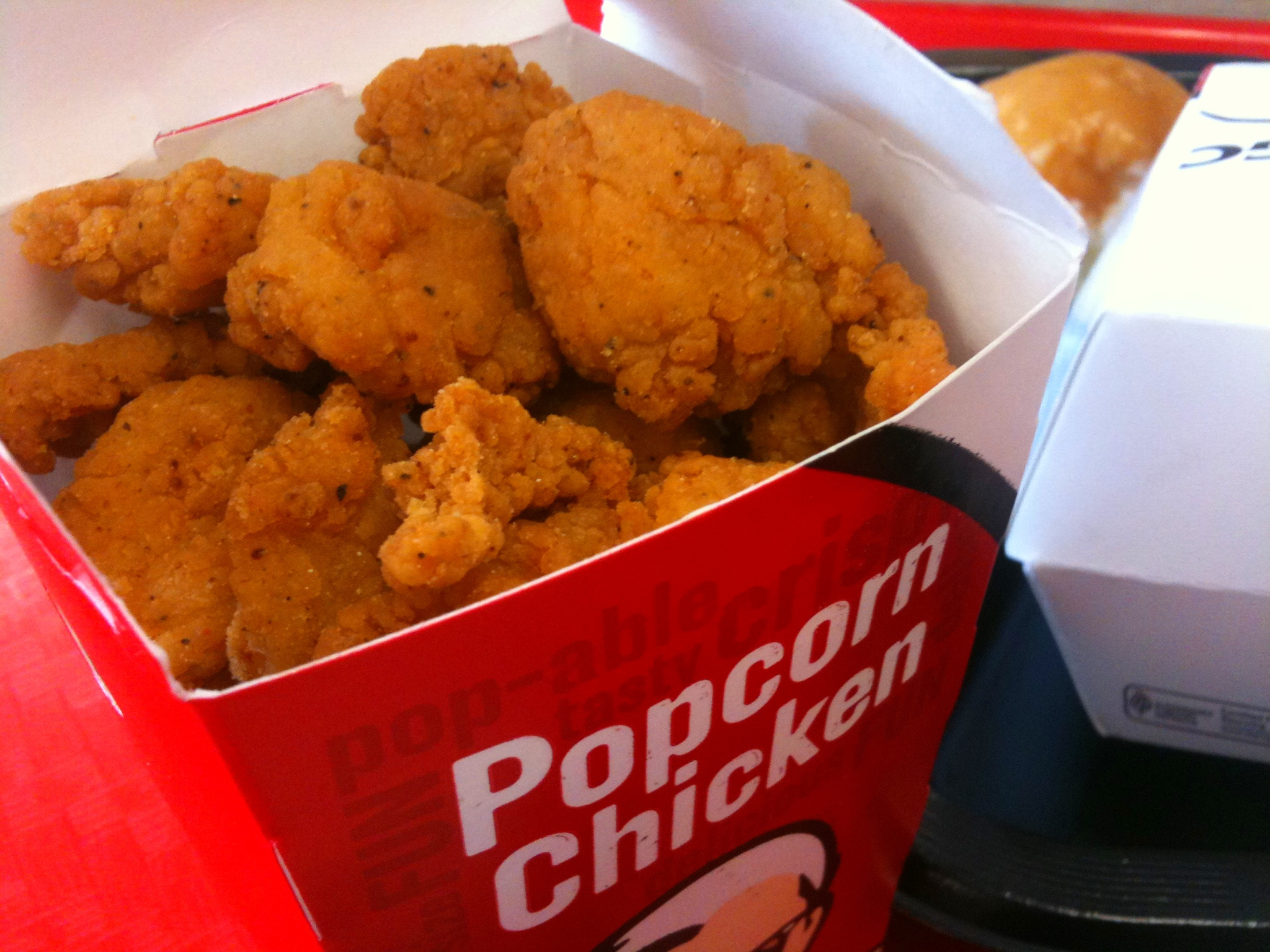
Palomitas de pollo de KFC

Las palomitas de pollo es un plato que consiste en pequeños trozos de pollo del tamaño de un bocado que han sido empanados y frito. La idea fue desarrollada originalmente por KFC, pero desde entonces se ha extendido.

## KFC
Las palomitas de pollo fue inventado por el tecnólogo de alimentos Gene Gagliardi. Se probó en el mercado estadounidense en marzo de 1992, y se lanzó en todo el país en septiembre de ese año. Ha estado disponible periódicamente en los puntos de venta de KFC. Se reintrodujo en los EE. UU. en 1998 y nuevamente en 2001. Más tarde se reintrodujo una vez más en 2015, bajo el nombre "KFC Popcorn Nuggets".[cita requerida]
También está disponible en el Reino Unido, Irlanda, Canadá, Australia, Malasia, Singapur y Nueva Zelanda. A partir de 2018, también está disponible en los Países Bajos; ha estado disponible en Francia e Italia desde 2019. También está disponible en KFC India y se comercializa como 'Palomitas de pollo'.